# Nalbari (huyện)
Huyện Nalbari là một huyện thuộc bang Assam, Ấn Độ. Thủ phủ huyện Nalbari đóng ở Nalbari. Huyện Nalbari có diện tích 2257 ki lô mét vuông. Đến thời điểm năm 2001, huyện Nalbari có dân số 1138184 người.